# Còdex Cairensis
El còdex Cairensis data de l'any 895 i recull el text complet dels Neviïm en hebreu, és a dir, els llibres profètics de la Bíblia, en una de les versions més antigues que es conserven. Rep el seu nom perquè estava en possessió de la comunitat jueva dels caraïtes de El Cairo, fins que va ser donat a la Universitat de Jerusalem. La seva importància rau en la seva completesa i antiguitat, que fa que sigui una font cabdal per reconstruir la història textual dels manuscrits bíblics. Conté, a banda del text, diverses miniatures de valor artístic i pàgines adornades amb figures geomètriques.